# Break the Rules (album)
Pour les articles homonymes, voir Break the Rules.
Albums de Namie Amuro
Genius 2000
(2000) Love Enhanced - Single Collection
(2002)
Albums par Suite Chic
When Pop Hits the Fan
(2003)
Singles
Break the Rules est le 4e album régulier de Namie Amuro sorti sur le label Avex Trax, ou le 6e sous son seul nom en comptant celui sur le label Toshiba-EMI et une précédente compilation.

## Présentation
L'album sort le 20 décembre 2000 au Japon. Il atteint la 2e place du classement de l'Oricon. Il se vend à 157 850 exemplaires la première semaine, et reste classé pendant 9 semaines, pour un total de 334 520 exemplaires vendus pendant cette période. C'est le premier album de la chanteuse sorti sous son seul nom à ne pas être N°1, et c'est alors sa plus faible vente d'un album.
C'est son dernier album original avec le producteur Tetsuya Komuro. Il ne sort que onze mois après son précédent album Genius 2000 sorti en début d'année. Son prochain album régulier, Style, ne sortira que trois ans plus tard, fin 2003. Entretemps sortiront l'album compilation Love Enhanced - Single Collection et ses deux albums dans le cadre du projet Suite Chic.
L'album Break the Rules contient onze chansons, deux titres instrumentaux (Rule 8 a.m. et Rule 8 p.m.), et une version remixée supplémentaire de l'une des chansons. Les titres sont écrits et produits par Tetsuya Komuro, sauf quatre titres (co)écrits et produits par le producteur américain Dallas Austin. Trois des chansons étaient déjà parues en singles dans l'année et sont ré-arrangées pour l'album : Never End , Please Smile Again , et sa "face B" Cross Over ; deux autres chansons figureront sur le prochain single qui sortira un mois plus tard : Think of Me / No More Tears.

## Liste des titres
| 1.  | Rule 8 a.m. (Musique instrumentale)                         | (...) / Tetsuya Komuro / Chris Puram                                                            | 0:30 |
| 2.  | No More Tears (du futur single Think of Me / No More Tears) | Komuro / Komuro / Puram                                                                         | 5:45 |
| 3.  | Better Days                                                 | Gary White / Austin, Ricciano Lumpkins / Alvin Speights                                         | 4:22 |
| 4.  | Break the Rules                                             | Komuro / Komuro / Puram                                                                         | 4:01 |
| 5.  | Looking for You                                             | Komuro (trad. anglaise : Zhana) / Komuro / Puram                                                | 4:37 |
| 6.  | Please Smile Again (Album Mix)                              | Komuro / Komuro / Puram                                                                         | 4:43 |
| 7.  | Never Shoulda                                               | Austin, Jasper Cameron / Austin / Speights                                                      | 4:21 |
| 8.  | Cross Over (Album Mix) (du single Please Smile Again)       | Komuro (Rap : Poppa L.Q.) / Komuro / Puram                                                      | 5:02 |
| 9.  | Girlfriend                                                  | Austin, Debra Killings / Austin / Kevin Davis                                                   | 4:13 |
| 10. | Never End (Album Mix)                                       | Komuro / Komuro / Puram                                                                         | 6:26 |
| 11. | Think of Me (du futur single Think of Me / No More Tears)   | Austin / Austin / Davis                                                                         | 4:46 |
| 12. | Rule 8 p.m. (Musique instrumentale)                         | (...) / Komuro / Puram                                                                          | 0:32 |
| 13. | Himawari                                                    | Komuro / Komuro / Puram                                                                         | 4:45 |
| 14. | No More Tears (Remix)                                       | Komuro / Komuro / Mix : Dave Darlington ; Remix : Junior Vasquez ; Additional Production : Gomi | 8:59 |